# Brooks Barnhizer
Brooks Barnhizer (Lafayette, Indiana, 2 de marzo de 2002) es un baloncestista estadounidense que pertenece a la plantilla de los Oklahoma City Thunder de la NBA, con un contrato dual que le permite jugar además en su filial de la G League, los Oklahoma City Blue. Con 1,98 metros de estatura, juega en la posición de escolta.

## Trayectoria deportiva

### Universidad
Jugó cuatro temporadas con los Wildcats de la Universidad del Noroeste en las que promedió 11,1 puntos, 6,1 rebotes, 2,2 asistencias y 1,4 robos de balón por partido. En  su tercera temporada, tras conseguir 10 doble-dobles y promediar 14,6 puntos, 7,5 rebotes, 2,6 asistencias, 1,8 robos y 0,8 tapones por partido, fue incluido en el tercer mejor quinteto de la Big Ten Conference y en el mejor quinteto defensivo.
En su última temporada estaba promediando 17,1 puntos, 8,8 rebotes, 4,2 asistencias, 2,3 robos y 1,1 tapones por partido, hasta que en enero de 2025 se agravó una lesión persistente en el pie y se perdió el resto de la temporada. A pesar de la campaña acortada, obtuvo una mención honorífica de la Big Ten Conference y fue reconocido como el ganador del premio Big Ten Sportsmanship Award de Northwestern a la deportividad.

#### Estadísticas
| Año     | Equipo       | PJ | PT | MPP  | %TC  | %3P  | %TL  | RPP | APP | ROB | TPP | PPP  |
| ------- | ------------ | -- | -- | ---- | ---- | ---- | ---- | --- | --- | --- | --- | ---- |
| 2021–22 | Northwestern | 11 | 0  | 7.5  | .231 | .182 | .833 | .7  | 1.0 | .5  | .3  | 1.7  |
| 2022–23 | Northwestern | 34 | 0  | 24.3 | .410 | .310 | .836 | 4.9 | 1.1 | .8  | .4  | 7.6  |
| 2023–24 | Northwestern | 34 | 34 | 36.7 | .429 | .348 | .766 | 7.5 | 2.6 | 1.8 | .8  | 14.6 |
| 2024–25 | Northwestern | 17 | 17 | 36.9 | .414 | .266 | .764 | 8.8 | 4.2 | 2.3 | 1.1 | 17.1 |
| Total   | Total        | 96 | 51 | 29.0 | .415 | .310 | .782 | 6.1 | 2.2 | 1.4 | .6  | 11.1 |

### Profesional
Fue elegido en la cuadragésimo cuarta posición del Draft de la NBA de 2025 por los Oklahoma City Thunder, franquicia con la que el 3 de julio firmó un contrato dual, que le permite además jugar en su filial de la G League, los Oklahoma City Blue.